# Briqueterie des Touillards-Vairet-Baudot
La Briqueterie des Touillards-Vairet-Baudot ou Briqueterie de Ciry-le-Noble est l'ancienne usine de céramique, Vairet- Baudot située sur le territoire de la commune de Ciry-le-Noble dans le département français de Saône-et-Loire et la région Bourgogne-Franche-Comté. 
Créée en 1863, la briqueterie a cessé de fonctionner en 1967. Elle constitue l'une des multiples entreprises de la « vallée de la Céramique », établie le long du canal du Centre,. Elle est désignée d'après le nom de ses deux dirigeants historiques.
Le site est partiellement ouvert au public, en période estivale et lors des Journées du Patrimoine. Des visites commentées et des animations ponctuelles y ont lieu.

## Historique

### La première usine

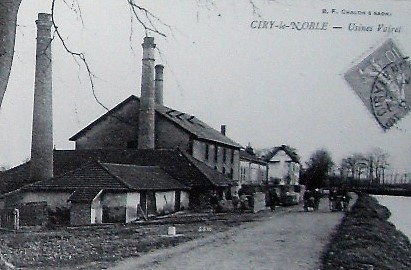
Carte postale ancienne de la première usine.

Une première entreprise est fondée en 1863 par Jean-Baptiste Baudot (1841-1929), originaire de Ciry-le-Noble, et Pierre Giroux. Elle produit initialement des pots en terre cuite, ou cruchons. Ces bâtiments sont localisés le long de la route du Canal (RD 974), à 400 m environ à l'Ouest de l'usine actuelle, au bord de la Bourbince.
Elle se spécialise rapidement dans la fabrication de briques, de carreaux de pavage et de produits résistant aux acides. En 1874, Jean-Baptiste Baudot dépose le brevet d'une brique vitrifiée pour pavage, la « brique noire dite de fer », particulièrement résistante aux acides et aux sabots des chevaux,. Le mariage de Jean-Baptiste Baudot avec une autre Baudot, Marguerite, explique la raison sociale initiale de l'entreprise, Baudot-Baudot. Quatre fours rectangulaires, surmontés de séchoirs, sont construits.

### La seconde usine

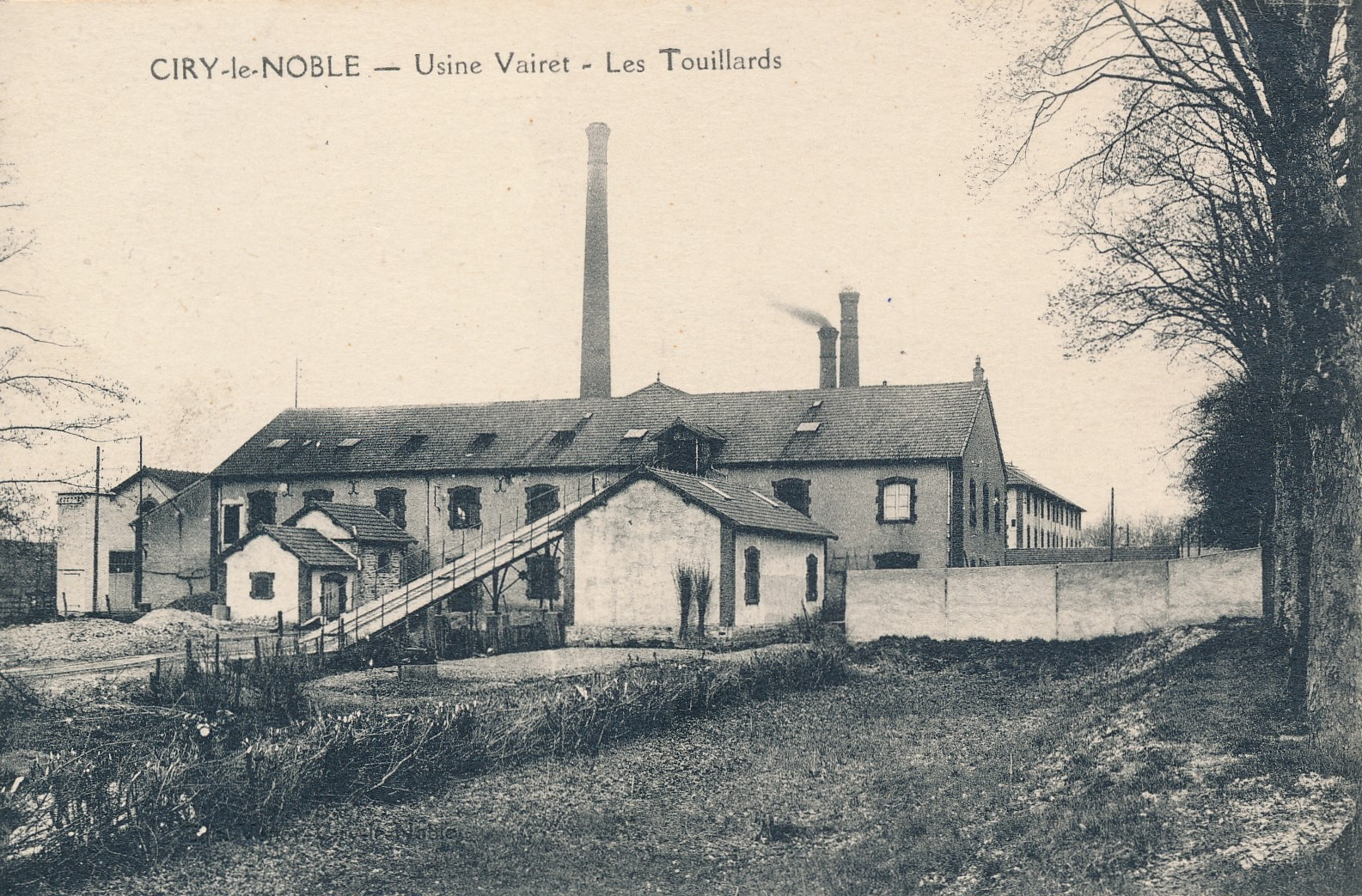
Carte postale ancienne de la nouvelle usine.

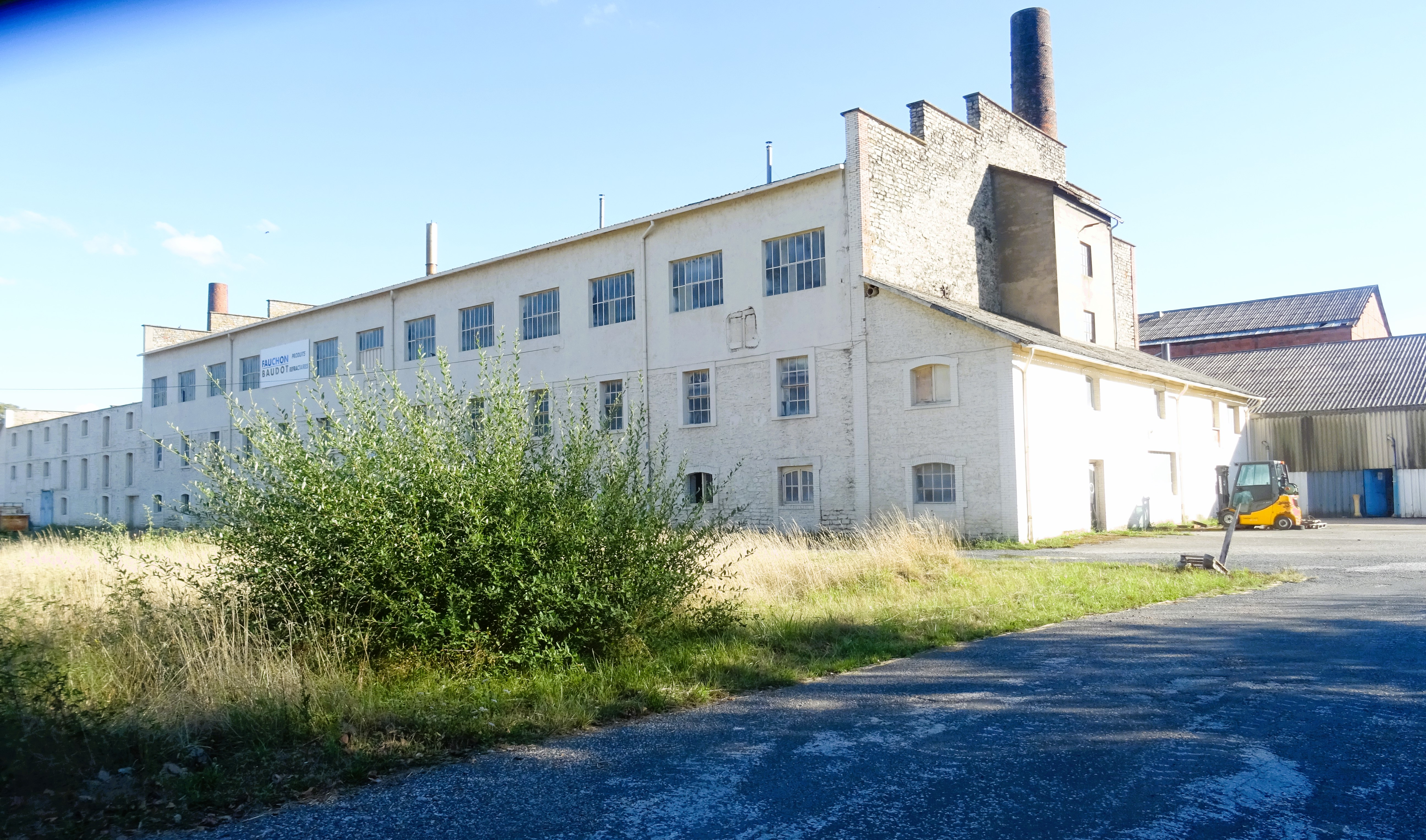
Les établissements Fauchon-Baudot de Paray-le-Monial.

L'usine actuelle est édifiée à partir de 1892, environ 400 mètres en amont de la première. C'est cette année-là que Baudot fonde la société Vairet-Baudot avec son gendre Ernest Vairet. En 1896, ce dernier reprend la direction de l'entreprise, alors que Jean-Baptiste Baudot se recentre sur deux autres usines, d'abord à Cusset dans l'Allier, puis à Paray-le-Monial (usine Fauchon-Baudot).
Les bâtiments de la première usine accueillent les locaux administratifs et les logements patronaux, avant d'être complètement dissociés de la production industrielle en 1919 et sont transformés en logements. D'autres bâtiments sont construits jusqu'en 1920. Jean-Baptiste Baudot se retire des affaires et s'engage dans la pisciculture. À la même époque, un raccordement ferroviaire est effectué vers la gare de Ciry-le-Noble, positionnée sur la ligne Roanne-Montchanin.
Entre 1924 et 1925, l'entreprise édifie des logements ouvriers, sur la rive opposée du Canal du Centre (cinq bâtiments à deux logements). Les architectes en sont Marcel et Philippe Fournier, de Montceau-les-Mines. La société s'en sépare dans les années 1940.
Ernest Vairet décède en 1927. Sa veuve Antoinette lui survit dix ans, pendant lesquels elle reprend la direction de l'usine. En dépit d'efforts pour moderniser l'entreprise, celle-ci voit son activité décroître et ses effectifs diminuer ; la production devient intermittente dans les années 1950, jusqu'à la cessation effective en 1967.

### Période post-industrielle

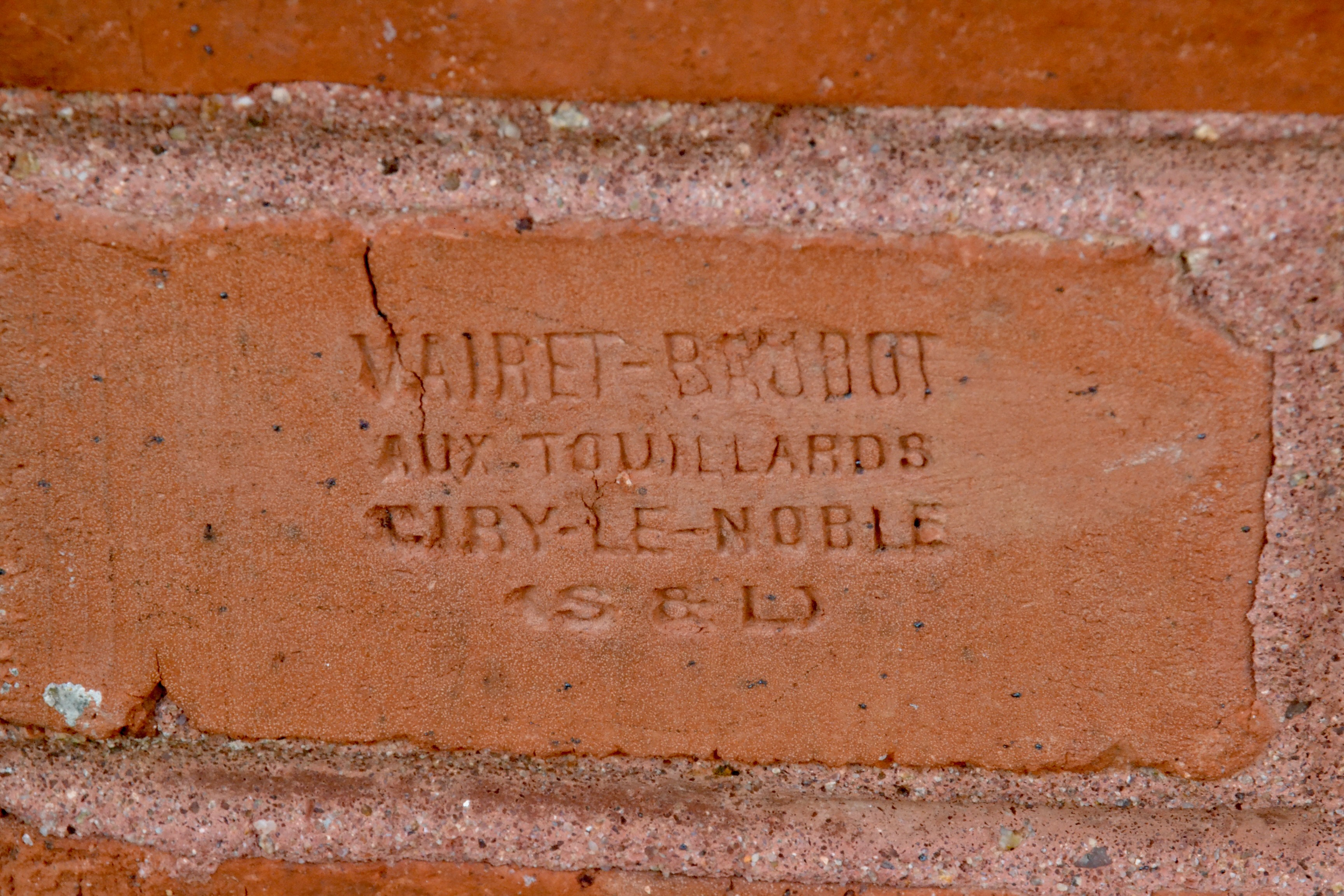
Brique marquée du tampon de l'entreprise.

Désaffectée, l'usine est rachetée en 1995 par l'Écomusée du Creusot-Montceau. Des chantiers d'insertion, mobilisant des chômeurs de longue durée, en collaboration avec l'AFPA et l'ANPE, permettent la sauvegarde des bâtiments et des archives.
L'usine fait l'objet d'une inscription au titre des monuments historiques depuis le 12 septembre 2008.
En 2021 et 2022, en proie à des problèmes d'instabilité du sol, le site est partiellement fermé à la visite. Après sécurisation de certains espaces, et recrutement de personnel, l'usine ouvre à nouveau au public pour l'été 2022.

## Description

### Bâtiments
La briqueterie comprend encore plusieurs fours, dont un grand four rond à étage, deux cheminées en briques sur les trois que comptait initialement le site. Plusieurs dépendances (garage, locaux pour les ouvriers) sont également en place.

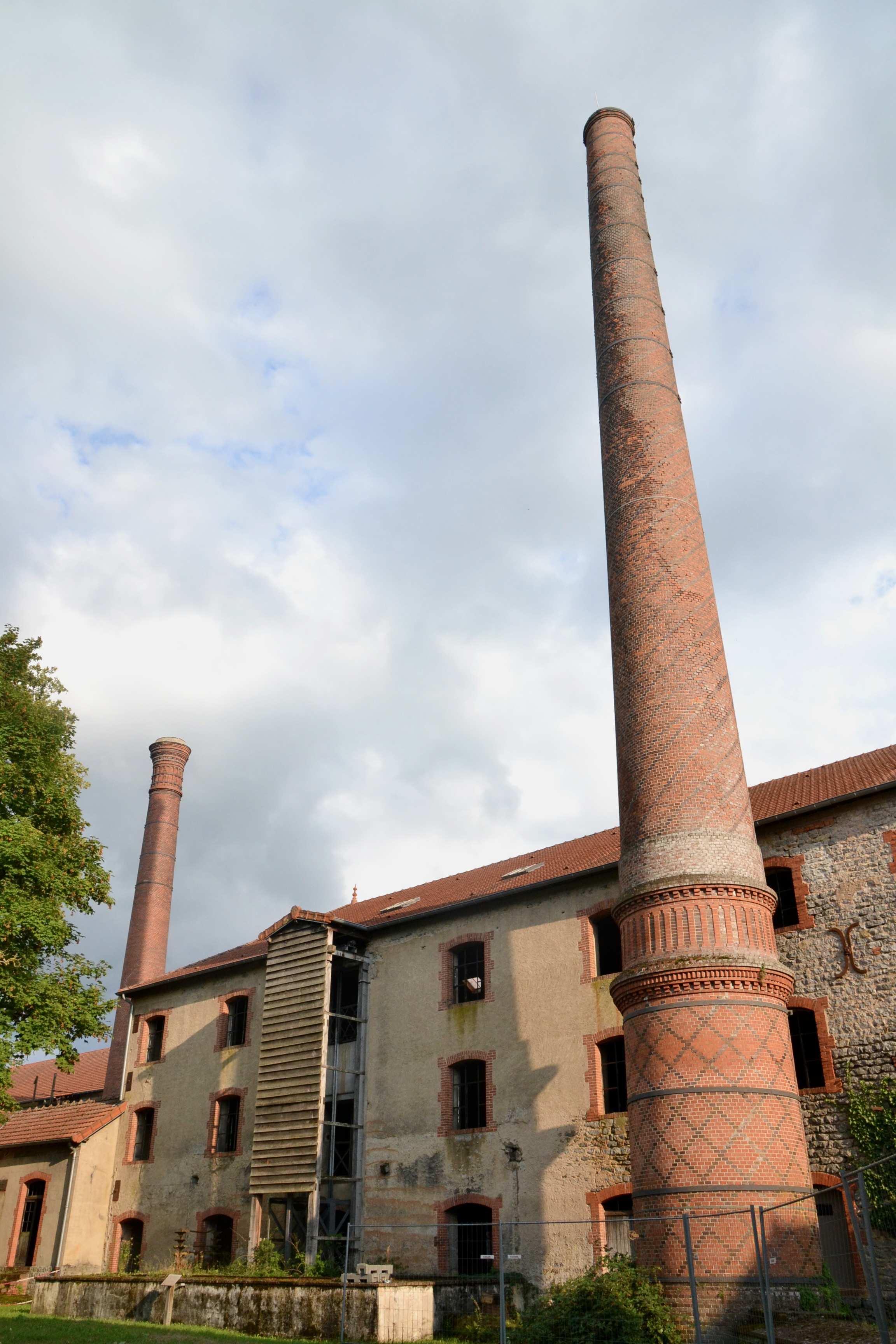
Les deux cheminées de la briqueterie.
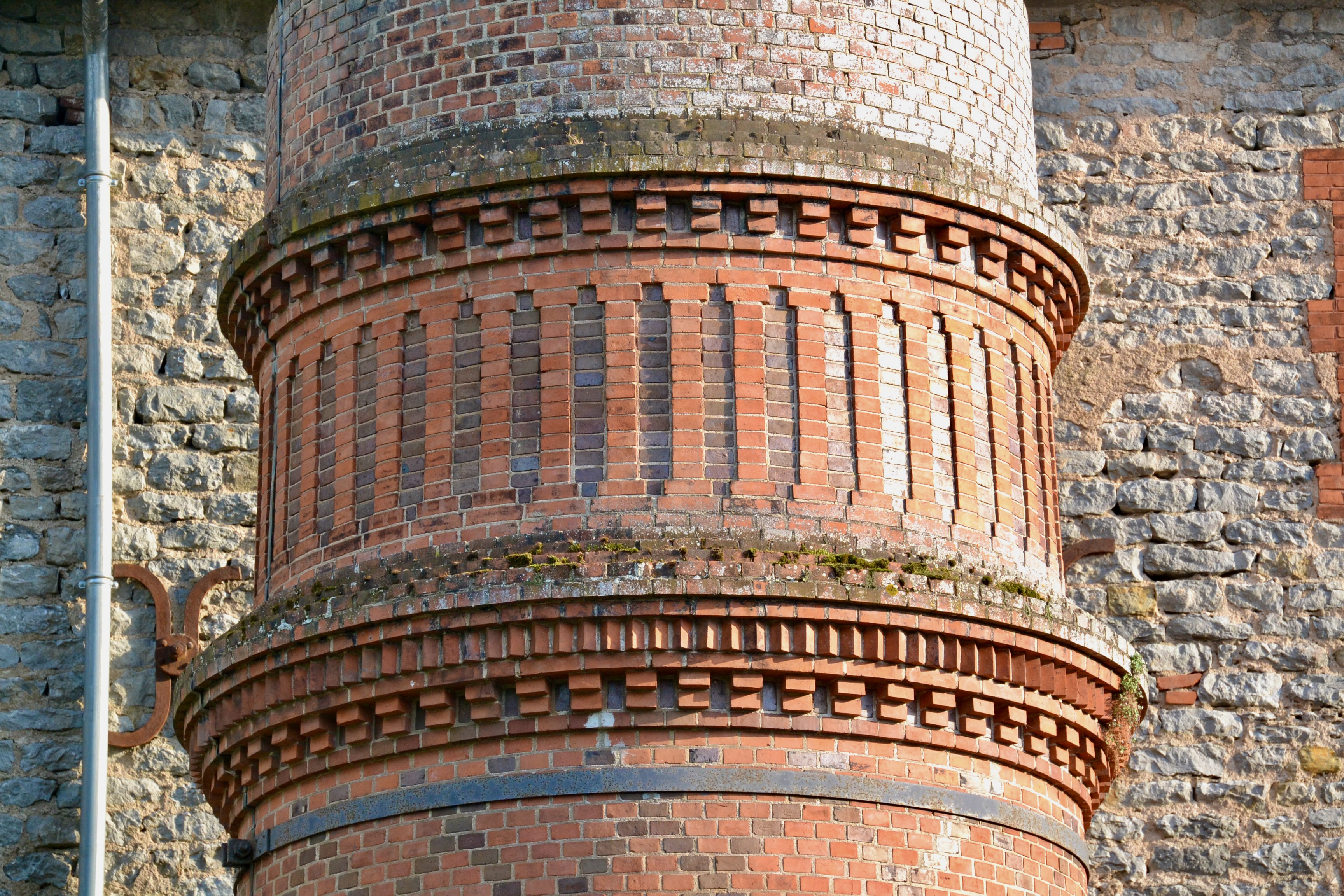
Détail d'une cheminée.
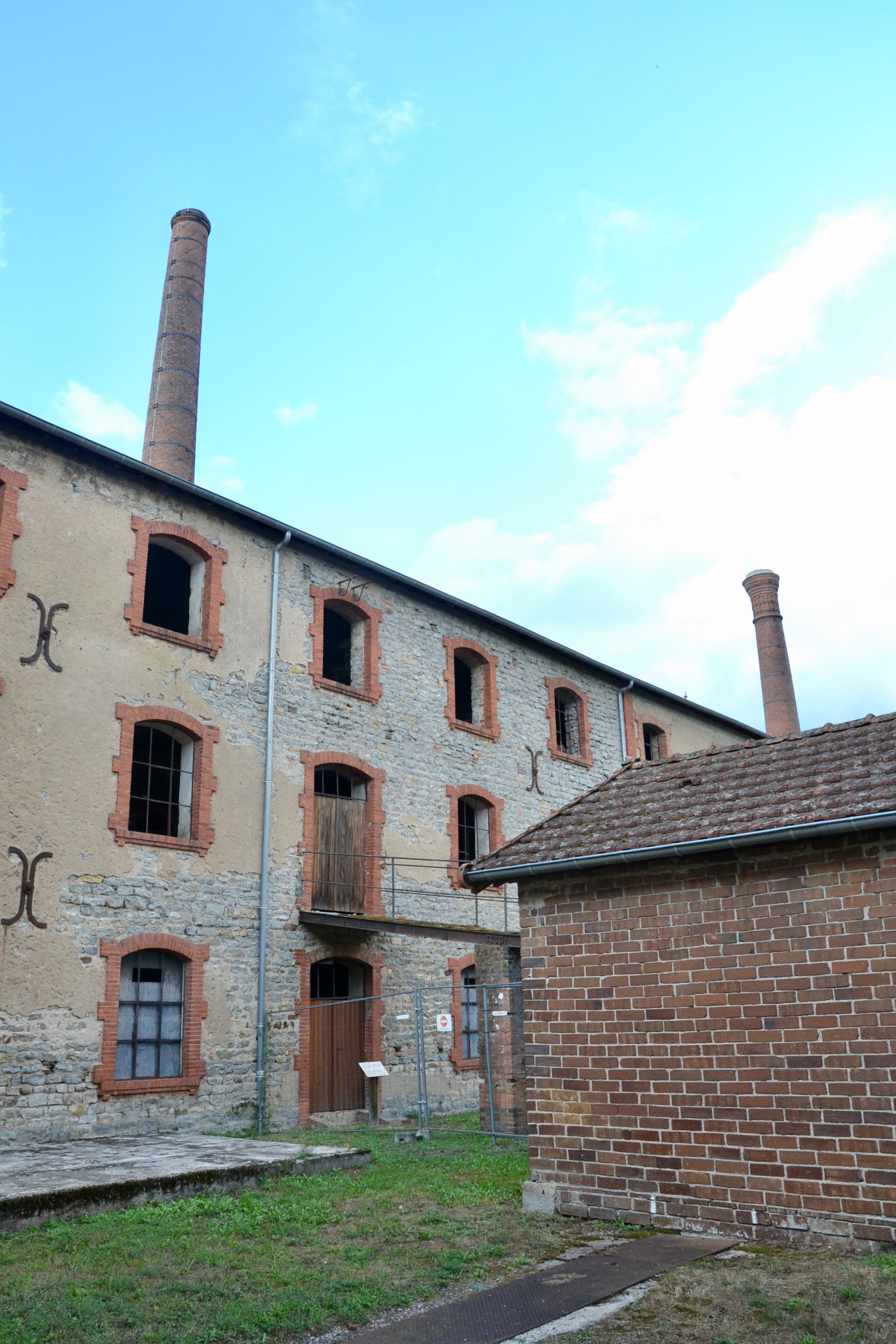
Vue partielle des bâtiments (façade côté route).

### Collections mobilières
La briqueterie conserve un certain nombre de machines et matériel utilisés dans la production des briques. Plusieurs sont inventoriés, comme des wagonnets à benne, des machines à broyer ou à mouler, une turbine hydraulique, une ligne de fabrication ou encore un tracteur rail-route.

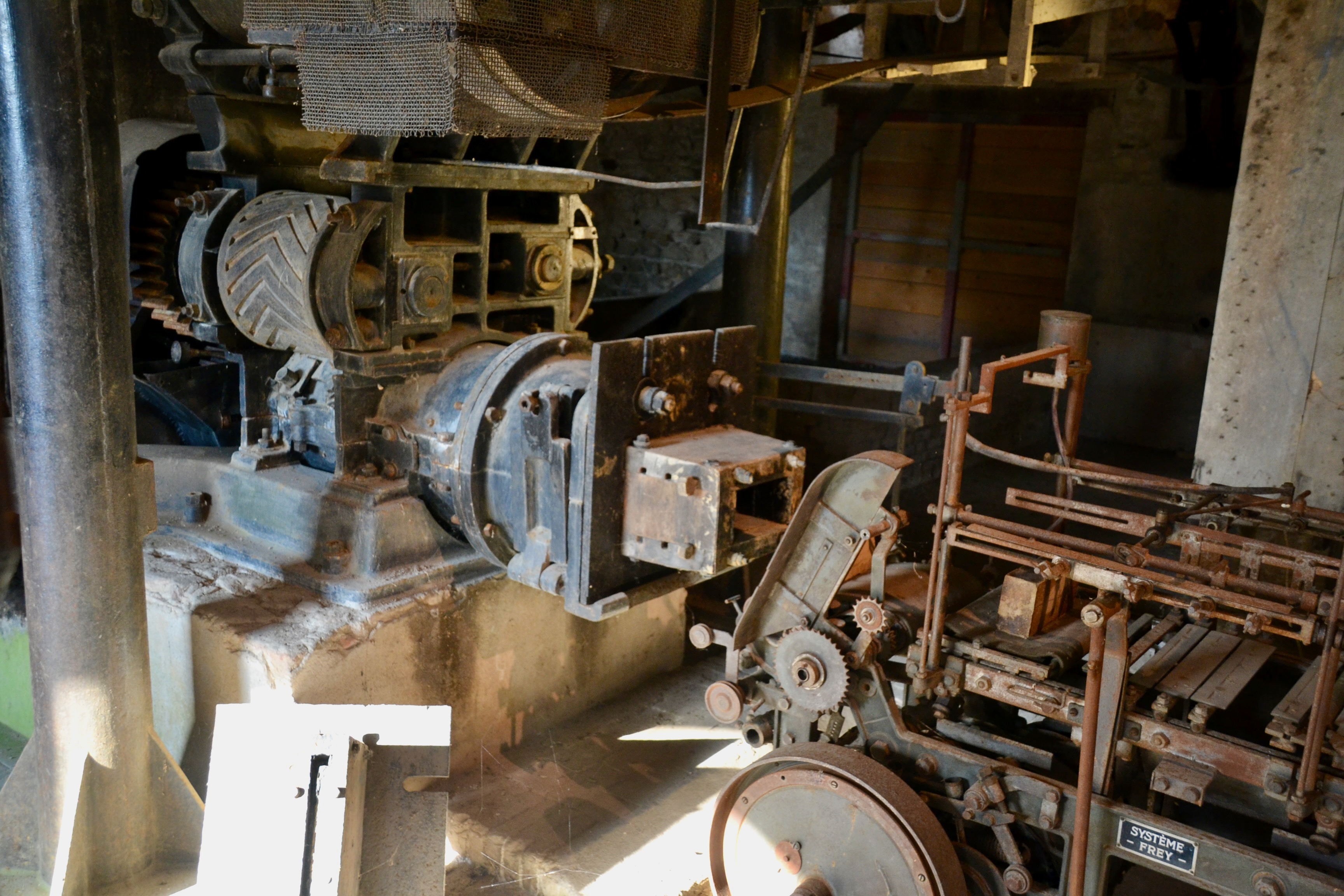
Machine à fabriquer des briques.
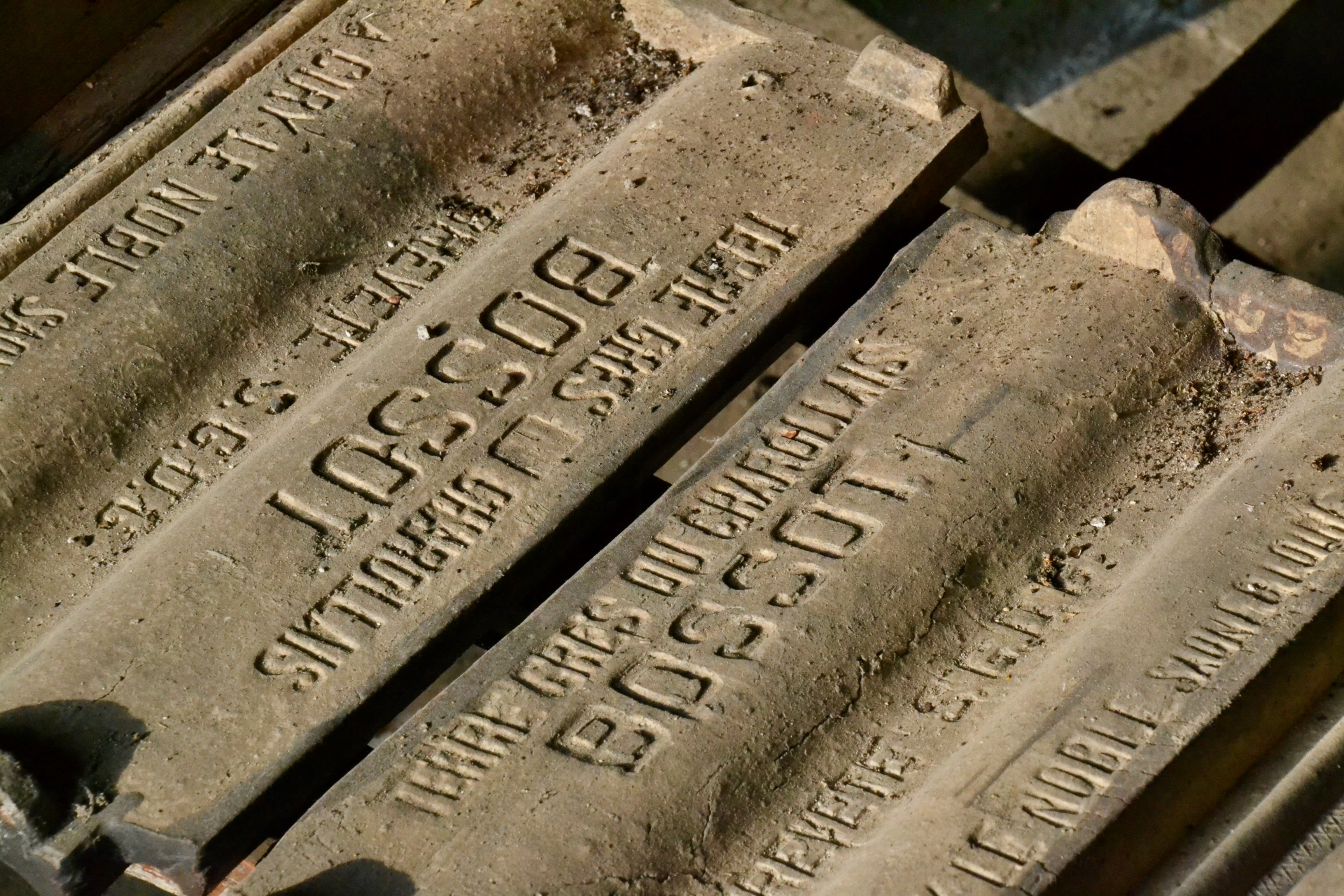
Tuiles brevet « Bossot », autrefois fabriquées à la briqueterie[Note 1].
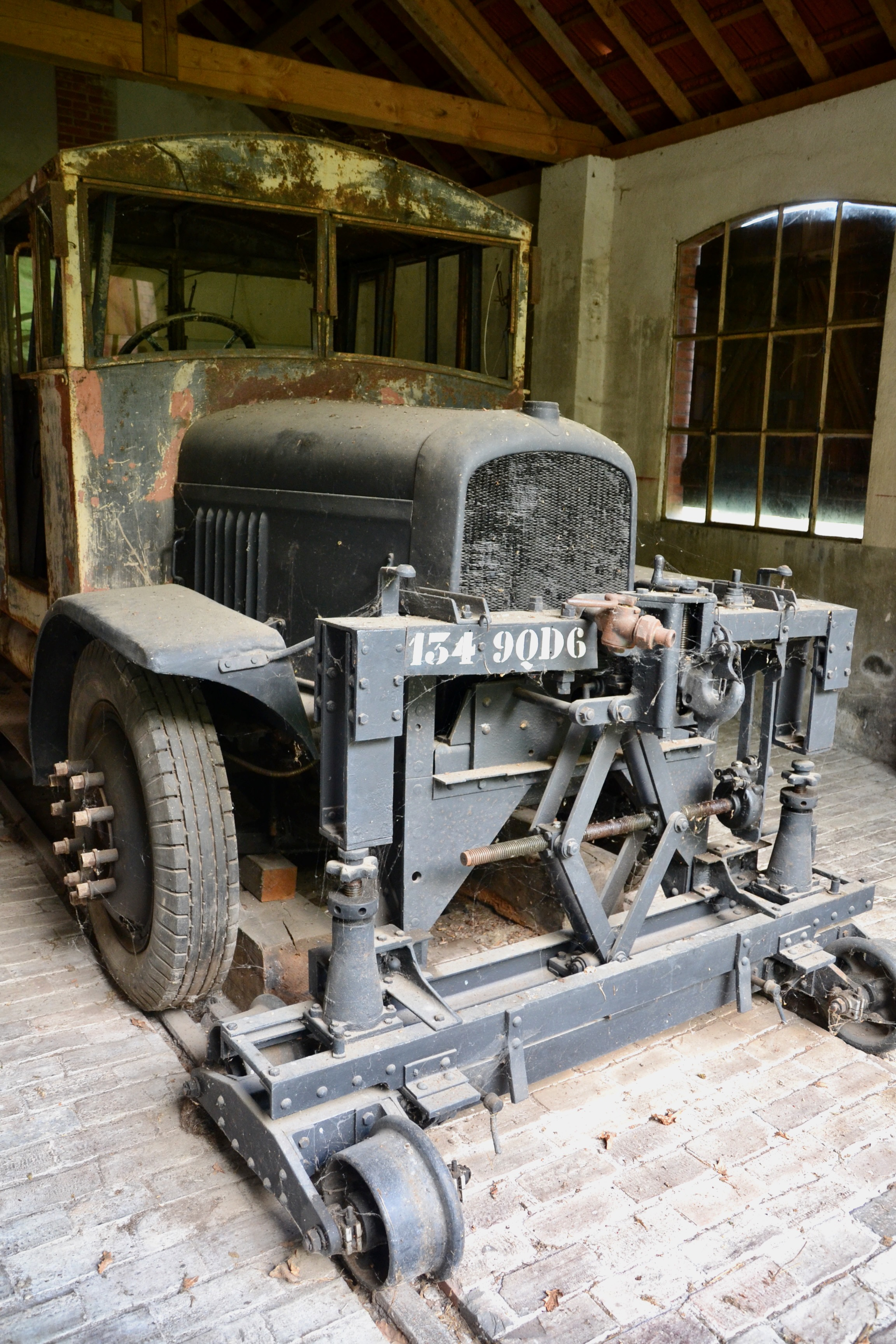
Loco route-rail.

### Archives
Les archives de l'entreprise ont pour une petite partie été confiées en 2002 aux Archives nationales du monde du travail par Pierre Coftier. Ce don comprend notamment la correspondance entre la briqueterie et ses fournisseurs. L'essentiel des archives de la société (des années 1870 à 1978) a néanmoins été récupéré par l'Écomusée du Creusot-Montceau en 1995, grâce au don effectué par la famille Piot, descendante des Vairet-Baudot ; le fonds est traité à partir de 2012 par les services de l'écomusée et en collaboration avec le service de documentation et d'archives scientifiques de la Maison des Sciences de l'Homme de Dijon. Une partie, numérisée, à vocation à être mise en ligne. Ce fonds comprend des registres, des livres de comptes, une correspondance entre le producteur et ses clients et fournisseurs, et des archives familiales.

## Valorisation patrimoniale
La briqueterie accueille une programmation culturelle, comprenant des concerts et des expositions.
La visite permet de découvrir les 5 phases de la brique au sein de cette usine et les conditions de vie des travailleurs.